# Federación Deportiva y Comité Olímpico de Hong Kong
La Federación Deportiva y Comité Olímpico de Hong Kong, China (en chino tradicional: 中國香港體育協會暨奧林匹克委員會; abreviado SF&OC, 港協暨奧委會) es el comité olímpico nacional (CON) de Hong Kong. Como tal es miembro del Comité Olímpico de Asia y del Comité Olímpico Internacional (COI). Su actual presidente es Timothy Fok.

## Historia
Creado en 1950, fue reconocido por el COI en 1951. Antes que la República Popular China asumiera la soberanía sobre la antigua colonia británica de Hong Kong en 1997, el comité participó en 12 juegos (todos de verano) como «Hong Kong».
Después de 1997, Hong Kong se convirtió en un territorio especial como resultado de la Declaración Conjunta Sino-Británica de 1984, que estipula que, aunque es parte de China, goza de un estatus altamente autónomo. La Ley Fundamental, su constitución, garantiza el derecho del territorio a unirse a organizaciones y eventos internacionales de manera independiente (como los Juegos Olímpicos) que no están restringidos a estados soberanos, bajo el nuevo nombre «Hong Kong, China». Si alguno de los atletas de Hong Kong gana la medalla en los Juegos Olímpicos, la bandera de Hong Kong se levanta durante la ceremonia de la premiación; mientras que se utiliza el himno nacional de la República Popular China.
Hong Kong fue la sede de los Juegos de Asia del Este de 2009. Previamente, en 2008 el territorio fue sede los eventos ecuestres de los Juegos Olímpicos de Pekín 2008, realizándose las competiciones en las Instalaciones Ecuestres Olímpicas de Hong Kong.